# Єва Кошева
Єва Кошева (іноді прізвище пишуть невірно Кошова) (нар. 20 вересня 2002, Ворожба, Сумська область) — українська акторка, відома за роллю Оленки у фільмі-фентезі «Сторожова застава».

## Життєпис
Єва Кошева народилася 20 вересня 2002 року в місті Ворожба Білопільського району Сумської області України. Протягом п'яти років займалася ушу. Закінчила модельну школу. У 2015 році в Києві закінчила індивідуальний кінокурс за фахом «артистка кіно» (викладач Володимир Тагвей), а також курси дубляжу за фахом «актор озвучування» (викладачі В.А. Сова і П.Р. Лі). З 2015 року знімається в кіно, дебютувавши в стрічках «Красавчик» і «Реальна містика». У 2017 році на екрани вийшло дитяче фентезі «Сторожова застава», у якому Єва зіграла одну з головних ролей — Оленку.
Закінчила Броварську спеціалізовану школу №7.

## Фільмографія

### Кіно
| Рік  | Назва               | Роль     | Примітки               |
| ---- | ------------------- | -------- | ---------------------- |
| 2015 | «Красавчик»         | Кароліна | Короткометражний фільм |
| 2017 | «Сторожова застава» | Оленка   |                        |

### Телебачення
| Рік  | Назва                   | Роль                |
| ---- | ----------------------- | ------------------- |
| 2015 | «Реальна містика»       |                     |
| 2016 | «Агенти справедливості» | Валя Спиридонова    |
| 2018 | «Троє в лабіринті»      | Аня (донька Регіни) |